# Aardman Animations
Aardman Animations is een Britse animatiestudio, in 1972 opgericht door Peter Lord en David Sproxton, gespecialiseerd in klei-animaties. De studio is bekend van films en series over onder andere Wallace & Gromit en Shaun the Sheep. Daarnaast zijn ze ook actief in de televisie en reclame wereld. De 4D-film Fabula, van de gelijknamige Efteling attractie die in 2019 de attractie PandaDroom verving, is ook door deze animatiestudio gemaakt.

## Geschiedenis
Lord en Sproxton werkten op school al samen aan kleine animatieprojecten, en boekten hun eerste succes toen ze een twintig seconden durende animatie mochten leveren aan de BBC voor het programma Vision On. In deze animatie introduceerden ze de antiheld Aardman.

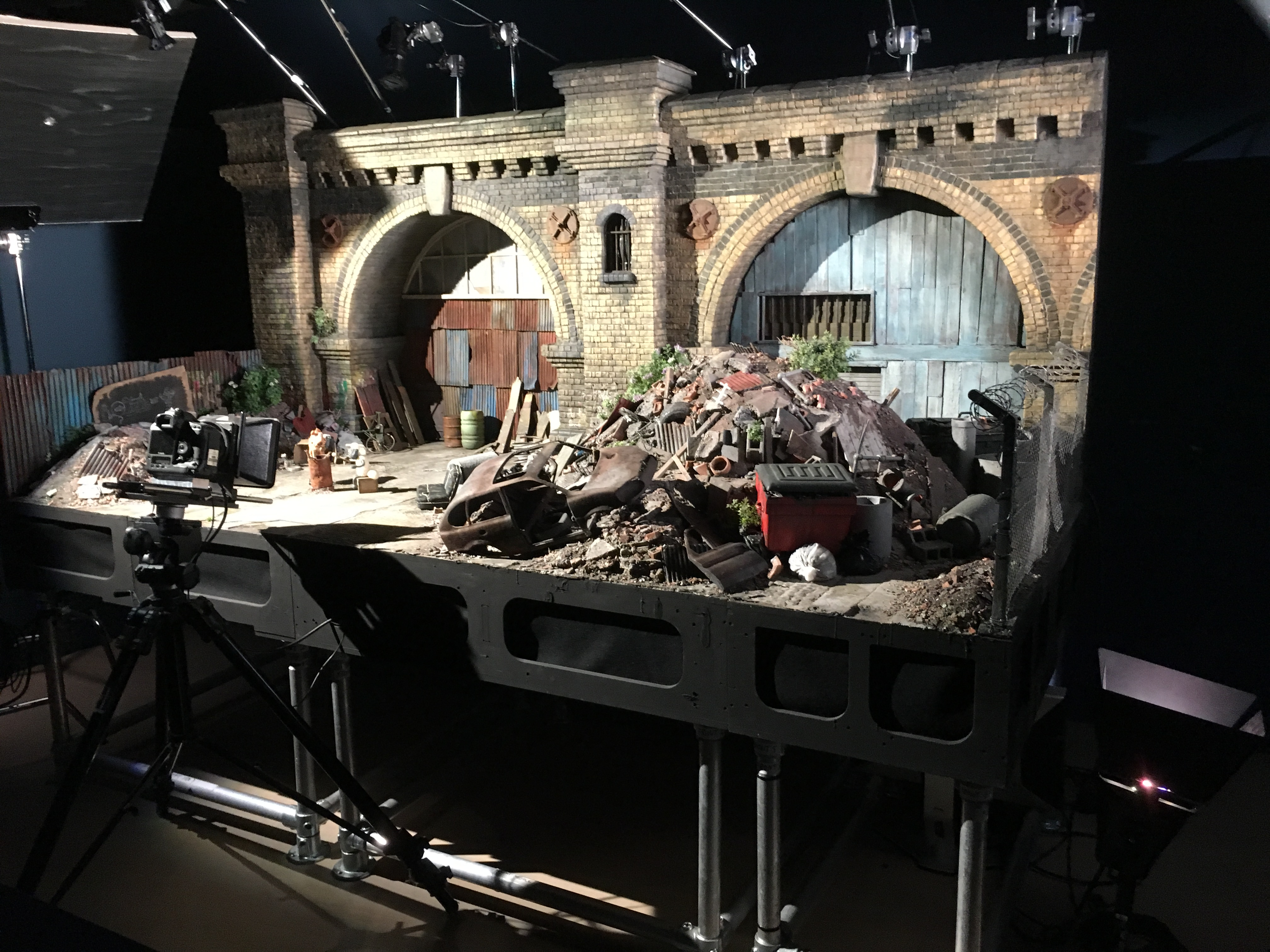
Filmset van Shaun the Sheep Movie

Nadat ze in 1972 hun studio hadden opgericht, creëerden ze een kleifiguur voor het BBC-programma Take Hart. Dit figuur Morph, was het begin van hun succes, en ze maakten een serie avonturen onder de titel The Amazing Adventures of Morph.
In de jaren tachtig had Aardman Studios succes met muziek videoclips voor de hit Sledgehammer van Peter Gabriel (1986) en het opnieuw uitgebrachte nummer My Baby Just Cares for Me van Nina Simone (1987).
In 1985 startte de samenwerking met Nick Park, die ze in diens schooltijd al hadden geholpen. Park had plannen voor de personages Wallace & Gromit, maar kon deze niet op eigen kracht verwezenlijken. In samenwerking met de Aardman Animations studio kon Park zijn eerste film Wallace & Gromit: A Grand Day Out (1989) realiseren. Dit was de eerste van een reeks succesvolle films met deze karakters.
In hetzelfde jaar dat de eerste Wallace & Gromit film uitkwam, won Park een Oscar voor beste korte animatiefilm voor de korte animatiefilm Creature Comforts, waarin werkelijke straatinterviews werden geanimeerd als gesprekken met de dieren in een dierentuin.
Latere producties waren Rex the Runt uit 1998 van animator Richard Goleszowski, Stage Fright van Steve Box en Peter Peakes Humdrum dat twintig prijzen won, waaronder een Oscarnominatie.
In de late jaren 90 richtten zij Aardman Features op, en dit bedrijf produceerde in samenwerking met DreamWorks Studios de eerste langspeelfilm Chicken Run, gemaakt door Nick Park. De samenwerking met Dreamworks werd aangegaan voor vijf speelfilms, waarvan Chicken Run de eerste was. De tweede speelfilm The curse of the wererabbit (een Wallace & Gromit avontuur van Nick Park) beleefde zijn première op 13 oktober 2005. Nadat de derde film, de computergeanimeerde tekenfilm Flushed Away uit 2006, tegenvallende resultaten boekte stopte DreamWorks in februari 2007 de samenwerking. Twee maanden later sloot Aardman een zogenaamde 'first-look' contract van drie jaar met Sony Pictures.

## Filmografie

### Korte films (selectie)
| Titel                                        | Première         | Soort       | in samenwerking met                 |
| -------------------------------------------- | ---------------- | ----------- | ----------------------------------- |
| Wallace & Gromit: A Grand Day Out            | 4 november 1989  | Stop-motion | National Film and Television School |
| Creature Comforts                            | 1989             | Stop-motion | Channel Four                        |
| Adam                                         | 9 april 1992     | Stop-motion |                                     |
| Not Without My Handbag                       | 14 november 1993 | Stop-motion | Channel Four Films                  |
| Wallace & Gromit: The Wrong Trousers         | 17 december 1993 | Stop-motion | BBC                                 |
| Wallace & Gromit: A Close Shave              | 24 december 1995 | Stop-motion | BBC                                 |
| Stage Fright                                 | 19 november 1997 | Stop-motion | Channel Four                        |
| Wallace & Gromit: A Matter of Loaf and Death | 25 december 2008 | Stop-motion |                                     |
| The Pirates! So You Want to Be a Pirate!     | 2012             | Stop-motion |                                     |
| Shaun the Sheep: The Farmer's Llamas         | 26 december 2015 | Stop-motion |                                     |
| Robin Robin                                  | 24 november 2021 | Stop-motion | Netflix                             |
| Shaun the Sheep: The Flight Before Christmas | 3 december 2021  | Stop-motion |                                     |

### Televisieseries (selectie)
| Titel                                      | Looptijd  | Soort       | in samenwerking met |
| ------------------------------------------ | --------- | ----------- | ------------------- |
| Rex the Runt                               | 1998-2001 | Stop-motion | BBC                 |
| Wallace and Gromit's Cracking Contraptions | 2002      | Stop-motion |                     |
| Creature Comforts                          | 2003-2007 | Stop-motion | ITV                 |
| Shaun the Sheep                            | 2007-2021 | Stop-motion | BBC                 |
| Timmy Time                                 | 2009-2012 | Stop-motion | BBC                 |

### Langspeelfilms
| Titel                                          | Première         | Soort            | Budget       | Opbrengst    | in samenwerking met     |
| ---------------------------------------------- | ---------------- | ---------------- | ------------ | ------------ | ----------------------- |
| Chicken Run                                    | 30 juni 2000     | stop-motion      | $45.000.000  | $224.834.564 | DreamWorks Animation    |
| Wallace & Gromit: The Curse of the Were-Rabbit | 14 oktober 2005  | stop-motion      | $30.000.000  | $192.610.372 | DreamWorks Animation    |
| Flushed Away                                   | 1 december 2006  | computeranimatie | $149.000.000 | $178.120.010 | DreamWorks Animation    |
| Arthur Christmas                               | 11 november 2011 | computeranimatie | $100.000.000 | $147.230.962 | Sony Pictures Animation |
| The Pirates! Band of Misfits                   | 28 maart 2012    | stop-motion      | $55.000.000  | $121.637.328 | Sony Pictures Animation |
| Shaun the Sheep Movie                          | 6 februari 2015  | stop-motion      | $25.000.000  | $106.200.000 | StudioCanal             |
| Early Man                                      | 26 januari 2018  | stop-motion      | $50.000.000  | $54.600.000  | StudioCanal             |
| A Shaun the Sheep Movie: Farmageddon           | 18 oktober 2019  | stop-motion      | -            | $42.800.000  | StudioCanal             |
| Chicken Run: Dawn of the Nugget                | 15 december 2023 | stop-motion      | -            | -            | Netflix                 |
| Wallace & Gromit: Vengeance Most Fowl          | 25 december 2024 | stop-motion      | -            | -            | BBC                     |